# 현대 링샹
현대 링샹은 현대자동차의 쏘나타 트랜스폼의 중국형 모델이다.

## 1세대(NFC)

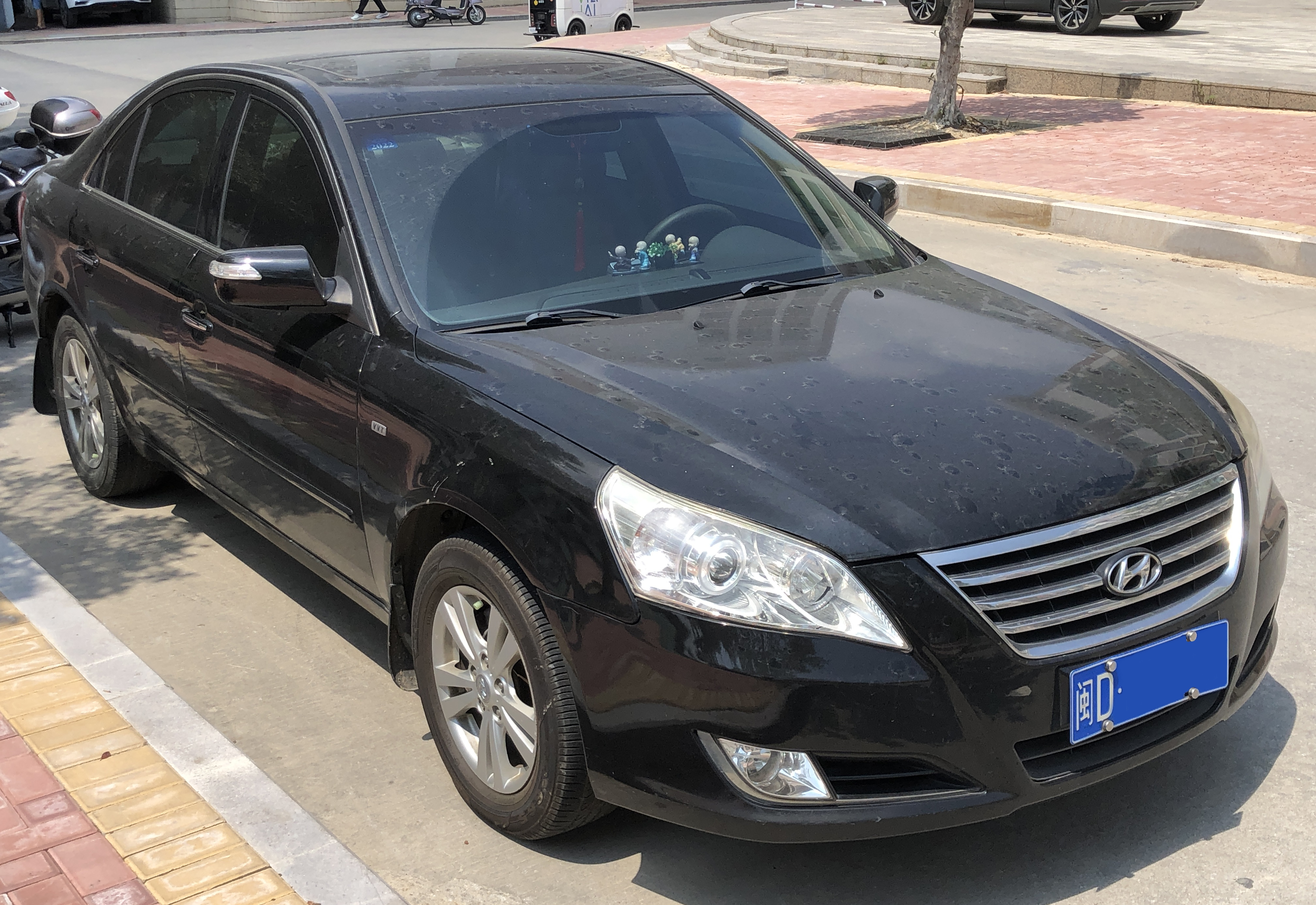
현대 링샹 정측면

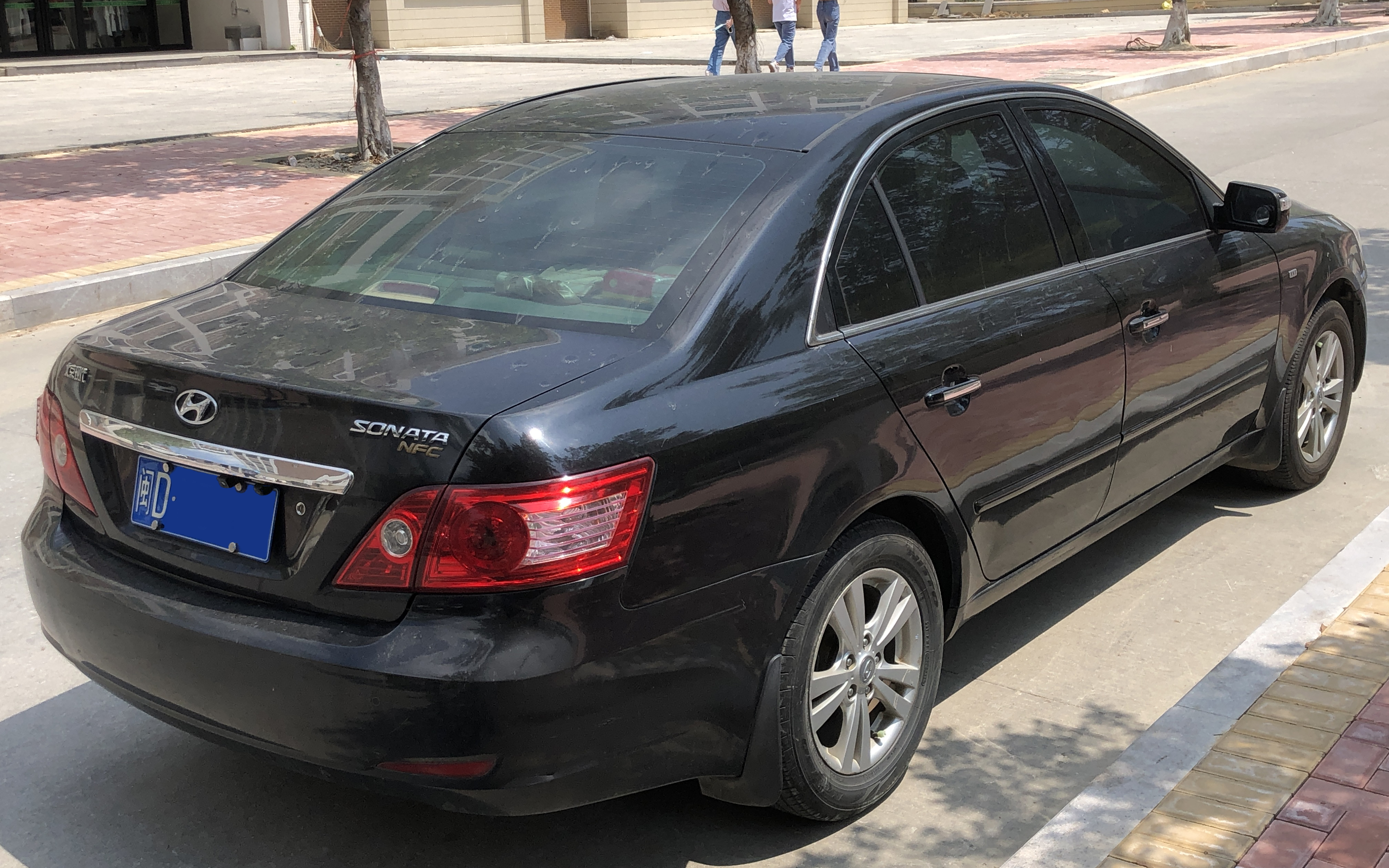
현대 링샹 후측면

북경현대에서 NF 쏘나타의 디자인이 중국인들의 취향에 맞지 않다는 판단 하에 자체적으로 다듬었으며, 차체 길이를 15mm 늘리고  라디에이터 그릴 디자인을 키우고 전조등과 후미등 디자인을 중국 소비자들을 취향에 맞게 수정하였다. 후속인 YF 쏘나타가 출시되고 난 뒤에도 더 판매되다가 2011년에 단종되었다.